# Siembra
Az 1978-as Siembra Willie Colón & Rubén Blades nagylemeze, az egyik legeladottabb salsa album. Több mint 25 millió példányban kelt el, és szinte minden dala sláger volt valamely latin-amerikai országban. Szerepel az 1001 lemez, amit hallanod kell, mielőtt meghalsz című könyvben.

## Az album dalai
|    | Cím              | Szerző(k)    | Hossz |
| -- | ---------------- | ------------ | ----- |
| 1. | Plástico         | Rubén Blades | 6:39  |
| 2. | Buscando Guayaba | Rubén Blades | 5:45  |
| 3. | Pedro Navaja     | Rubén Blades | 7:22  |
| 4. | María Lionza     | Rubén Blades | 5:33  |
| 5. | Ojos             | Johnny Ortiz | 4:52  |
| 6. | Dime             | Rubén Blades | 7:01  |
| 7. | Siembra          | Rubén Blades | 5:23  |

## Közreműködők
- Rubén Blades – ének, kórus
- Willie Colón – kórus, harsona
- José Torres – zongora, Fender Rhodes, elektromos zongora
- José Mangual Jr – bongo, maracas, kórus
- Jimmy Delgado – timbal
- Adalberto Santiago – ütőhangszerek, kórus
- Eddie Montalvo – konga, ütőhangszerek
- Bryan Brake – dob a Plástico dalon
- Salvador Cuevas – basszusgitár
- Eddie Rivera – basszusgitár